# Slide Hampton
Locksley Werlington Hampton, conegut com a Slide Hampton   (Jeannette, 21 d'abril de 1932 - Orange, 18 de novembre de 2021), va ser un trombonista i arranjador estatunidenc.
Va començar la seua carrera professional en l'orquestra del seu germà Duke, passant després per diverses big bands, entre elles les de Lionel Hampton (1956 - 1957) i Dizzy Gillespie (1957- 1960), de la qual va ser arranjador. El 1968 s'instal·la a Europa (Berlín i, més tard, París), tocant amb un gran nombre de jazzmen en gira: Woody Herman, Art Blakey, Thad Jones, Clark Terry…
En els anys 1980 forma part del grup Paris Reunion Band, amb Woody Shaw, Johnny Griffin i Kenny Drew. Va ser guanyador d'un Grammy el 1998 com Millor arranjament per a acompanyament vocal pel seu treball en "Cotton Tail", de Dee Dee Bridgewater. Va aconseguir altre Grammy el 2005, como Millor àlbum de jazz de grup, per "The Way: Music of Slide Hampton by The Vanguard Jazz Orchestra", sent nomenat també el 2006 pel seu arranjament de "Stardust" per a la Dizzy Gillespie All-Star Big Band.
El seu estil és elegant en el fraseig i de so suau, molt influenciat per J.J.Johnson.